# Verdal Negra
Verdal Negra es un cultivar de higuera de tipo higo común Ficus carica, unífera (con una sola cosecha por temporada, los higos de otoño), con higos de epidermis con color de fondo negro intenso, y con sobre color negro rojizo alrededor del pedúnculo y del ostiolo. Se cultiva en la colección de higueras de Montserrat Pons i Boscana en Llucmajor (España).

## Sinonimia
- “sin sinónimo”,[4][6][7]

## Historia
Actualmente la cultiva en su colección de higueras baleares Montserrat Pons i Boscana, procedente de un ejemplar o higuera madre localizada en el predio "cas Toro, sa Bassa Crua", sementera propiedad de Miquel Cantallops en La Marina del término de Llucmajor. La sementera era antes monte bajo, y Miguel junto con su padre y su hermano lo transformaron en sementera de higueras y almendros, convirtiendo un terreno árido y pobre en un vergel de arbolado.
La variedad 'Verdal Negra' no es muy cultivada, llamada así por su similitud con la variedad 'Verdal Común', pero de color negro, ya que si se come a oscuras un higo de cada variedad se podría confundir fácilmente, ya que el gusto es exactamente el mismo.

## Características
La higuera 'Verdal Negra' es una variedad unífera de tipo higo común de solo una cosecha por temporada, los higos de otoño. Árbol de vigorosidad mediana, y un buen desarrollo en terrenos favorables, copa redondeada clara, con notable emisión de rebrotes. Sus hojas son de 3 lóbulos en su mayoría, y pocas de 1 lóbulo. Sus hojas con dientes presentes y márgenes serrados. 'Verdal Negra' tiene un desprendimiento de higos escaso, con un rendimiento productivo medio y periodo de cosecha mediano. La yema apical cónica de color verde amarillento.
Los frutos de la higuera 'Verdal Negra' son frutos de un tamaño de longitud x anchura:34 x 49mm, los higos son de tamaño mediano de forma piriforme, siendo sus frutos uniformes en las dimensiones, pero un poco asimétricos en la forma, gran porcentaje de frutos aparejados y menos de formaciones anormales, de unos 23,450 gramos en promedio, cuya epidermis es de un grosor mediano, de textura fina al tacto, de consistencia dura fuerte, con color de fondo negro intenso, y con sobre color negro rojizo alrededor del pedúnculo y del ostiolo. Ostiolo de 2 a 3 mm con escamas pequeñas rosadas. Pedúnculo de 2 a 5 mm cilíndrico verde oscuro. Grietas reticulares muy finas y escasas. Costillas poco marcadas. Con un ºBrix (grado de azúcar) de 22 de sabor dulce, pero áspero, con color de la pulpa rojo granate. Con cavidad interna pequeña o ausente, con aquenios pequeños en tamaño y pocos en cantidad. Los frutos maduran con un inicio de maduración de los higos sobre el 16 de agosto a 28 de septiembre. Cosecha con rendimiento productivo mediano, y periodo de cosecha medio.
Se usa en alimentación humana en fresco y seco. Difícil abscisión del pedúnculo. Muy sensibles a las lluvias, resistentes al transporte, y al desprendimiento. Muy sensibles a la apertura del ostiolo, de tal modo que estallan desde el poro distal, y se abren dejando la pulpa al descubierto.

## Cultivo
'Verdal Negra', se utiliza en alimentación humana en fresco y en seco. Se está tratando de recuperar de ejemplares cultivados en la colección de higueras baleares de Montserrat Pons i Boscana en Llucmajor.